# Benjamin Thuries
Pas d'image ? Cliquez ici

a Compétitions nationales et continentales officielles uniquement.

b Matchs officiels uniquement.
Dernière mise à jour le 2 mars 2023.
Benjamin Thuries, né le 12 avril 1987 à Toulouse (Haute-Garonne), est un joueur de Rugby à XV français qui évolue aux postes de centre ou d'ailier ou encore à l'arrière. 
Formé au Stade toulousain il a signé son premier contrat professionnel avec le Stade montois en 2008. 

## Carrière
- 1996-2008: Stade toulousain
- 2008-2010: Stade montois  Top 14
- 2010-2012: US Oyonnax  Pro D2
- 2012-2015: Tarbes Pyrénées Rugby  Pro D2

## Palmarès

### En club
- 2007 : Champion de France Rugby à sept
- 2005 : Champion de France Crabos
- 2004 : Champion de France Cadet

### En équipe nationale

#### Équipe de France  -19ans
- 2006 : Demi-finaliste du Championnat du Monde à Dubaï
- 2006 : Tournoi des Six Nations : 2 sélections (Angleterre, Pays de Galles)

#### Équipe de France -18ans
- 2005 : Une sélection (Italie)